# بیت ناطر
بیت ناطر (به عربی: بیت ناطر) یک روستا در سوریه است که در ناحیه عین حلاقیم واقع شده‌است. بیت ناطر ۱٬۳۰۴ نفر جمعیت دارد.